# الحجر الداير (فلم)
هو فيلم مصري إنتاج عام 1992 من إخراج محمد راضي.

## البطولة
| - ليلى علوي: عزيزة - محمد خيري: عبد القادر - خليل مرسي:أبو سيد | - إلهام شاهين:شيرين - صفية العمري:إجلال - حسين الشربيني: فتحي | - سعد أردش - سميرة صدقي: عايدة حسين - أمل إبراهيم | - حسين فهمي: عادل - سميرة محسن: ام سيد - غادة راضي |

- بالإضافة إلي : جورج سعد - أيمن شاهين - حمدي يوسف - محمد أبو حشيش - سهيلة فرحات - فؤاد برهام - طارق النهري - أحمد أبو عبية - مروة الخطيب - منى جلال - حماده شوشه - عبد الرازق فوزي
- الأطفال شريف إدريس - مانويلا: طفلة - رغدة

## وصلات خارجية
- مقالات تستعمل روابط فنية بلا صلة مع ويكي بيانات